# Craspedosis funebris
Craspedosis funebris là một loài bướm đêm trong họ Geometridae.